# Casa Adret
La Casa Adret és un edifici situat als carrers de Salomó ben Adret (abans Sant Domènec del Call) i de la Fruita del Call de Barcelona, catalogat com a bé cultural d'interès local. Actualment acull un centre cultural jueu gestionat per l'associació Mozaika, alhora que és seu de l'European Association for the Preservation and Promotion of Jewish Culture and Heritage (AEPJ).

## Història
Construïda el segle xiv (com indiquen les finestres gòtiques del primer pis, però les del segon són dels segles xii-xiii, la qual cosa fa pensar que van ser aprofitades d'un edifici anterior), aquesta casa és considerada la més antiga de Barcelona. A partir de la restauració i diverses intervencions arqueològiques, s'ha pogut comprovar que l'edifici original s'estenia per les cases veïnes dels carrers de Salomó ben Adret, 4 i de Sant Honorat, 3, on s'ha constatat l'existència d'una torre.
L'últim propietari jueu, que dona nom a l'edifici, va ser Astruc Isaac Adret, que es va convertir al cristianisme després del pogrom del 1391. Durant el terratrèmol del 1428, la casa es va inclinar cap endavant (tal com encara es pot veure) però no va arribar a ensorrar-se.
El 1774, Gertrudis d'Armengol i de Despujol, baronessa de Rocafort de Queralt, i el seu fill Ramon Lluís de Peguera i d'Armengol van establir la propietat en emfiteusi al doctor en lleis i ciutadà honrat Josep Antoni Febrés i Salamó. El 1796, el seu fill i hereu Francesc Antoni Febrés i Barenys va demanar permís per a obrir un antic portal tapiat al carrer de Sant Domènec.
L'any 1956, l'arquitecte municipal Adolf Florensa va netejar i completar el parament i va treure a la llum les finestres del segon pis que estaven tapiades. De les finestres del primer pis només quedava el marc, però Florensa va fer esculpir les parts que faltaven, seguint models de l'època, i les va restituir.
Finalment, la casa va ser adquirida per Andreu Mas-Colell, que va encarregar-ne la rehabilitació als arquitectes Elies Torres i José Antonio Martínez Lapeña. Aquests van recuperar el pati interior, així com diversos elements d'època medieval com estucs i grafits, i van guanyar el Premi Nacional d'Arquitectura 2016.

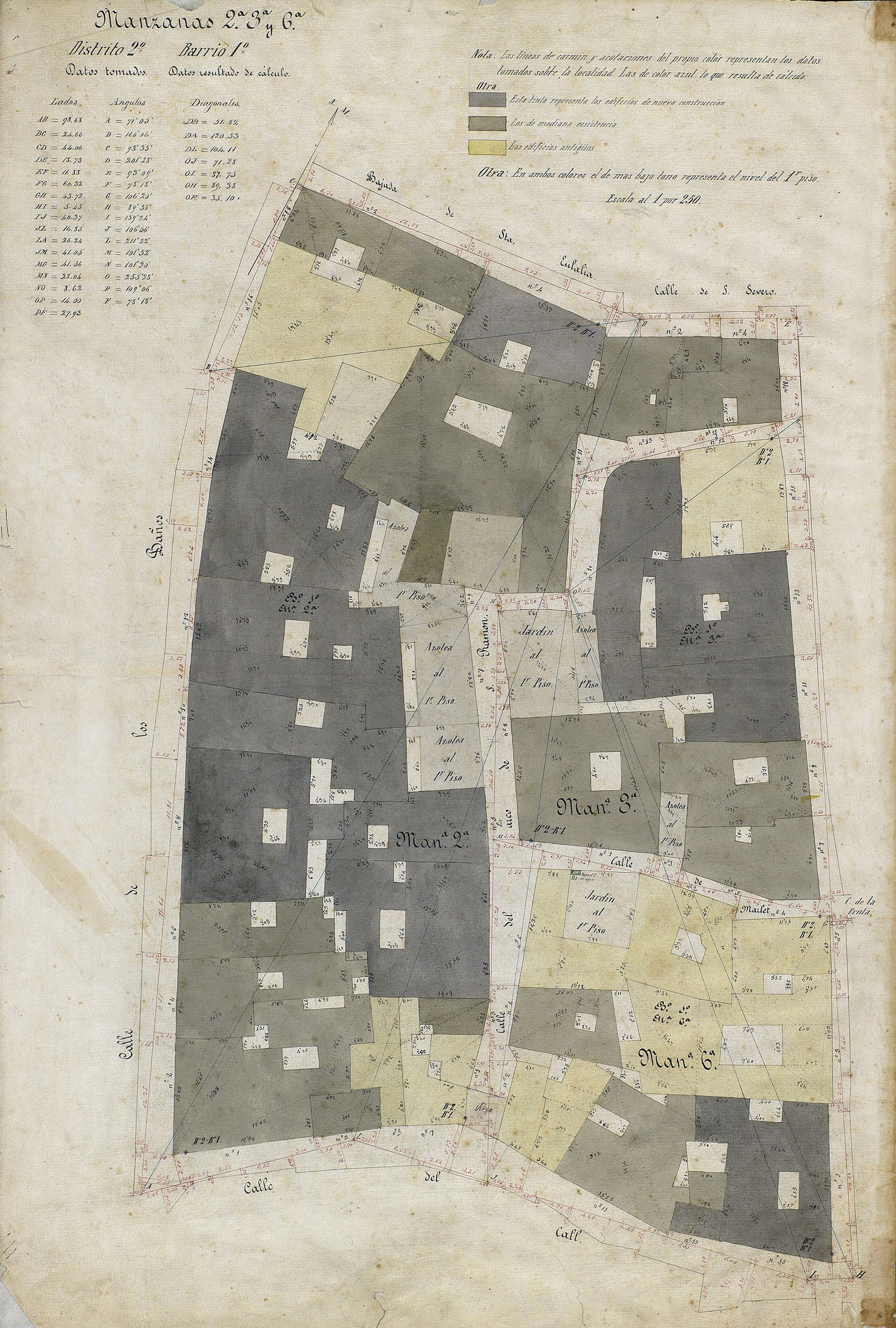
Quarteró núm. 28a de Garriga i Roca (c. 1860)

## Descripció
Consta de planta baixa, tres pisos i terrat. La façana principal és la que dona a l'estret carrer de Salomó ben Adret. A la planta baixa, desplaçat del centre, s'obre un gran portal d'arc de mig punt adovellat; a l'altre costat de la façana s'obre una porta i dues petites finestres allindades. Al primer pis hi ha dues finestres coronelles de tres arcs aguantats per dues fines columnes amb els capitells decorats i les llindes decorades amb arcs lobulats. Al segon pis hi ha dues finestres geminades amb arcs de mig punt i columna de capitell esculpit; aquestes finestres tenen formes més robustes que les del primer pis. A la tercera planta hi ha tres finestres quadrangulars. El parament és de petits carreus d'acabat rugós, excepte els emmarcaments de les obertures que és de grans carreus ben treballats.
A la façana del carrer de la Fruita s'obren finestres de llinda en totes les plantes, datables del segle xvii. Aquí el mur és de paredat comú encintat.
A l'interior es conserva el pati, però no l'escala descoberta, així que en una recent restauració s'ha afegit una escala metàl·lica, que porta al primer pis, que sembla que floti en l'aire. Hi destaca una gran porta d'arc de mig punt adovellada a la planta baixa.